# حسن بیجاوی
حسن بیجاوی (عربی: حسن بيجاوي؛ زادهٔ ۱۴ فوریهٔ ۱۹۷۵) یک بازیکن فوتبال اهل تونس است. 